# Ik wil werken en verder niks
Ik wil werken en verder niks is een hoorspel van Dick Walda. De VARA zond het uit op woensdag 26 mei 1976, van 16:03 uur tot 17:00 uur. De regisseur was Ad Löbler.

## Rolbezetting
- Hans Hoekman (Kasper Geluk)
- Gerrie Mantel (Cora)
- Jan Verkoren (de eerste commentator)
- Els Buitendijk (de tweede)
- Tonny Foletta (een meteropnemer)
- Cees van Ooyen (de personeelsmedewerker van de taxibedrijven)
- Frans Vasen (de medewerker van het Sociaal Fonds Bouwnijverheid)

## Inhoud
De problematiek van de werkloosheid wordt uit de doeken gedaan via de belevenissen van Kasper Geluk. Twee jaar werkte hij in de bouw, werd op 23-jarige leeftijd ontslagen en is nu zeven maanden werkloos. Kasper is toe aan zijn dertigste sollicitatie. Zijn pogingen om nieuw werk te vinden, worden in dit spel weergegeven tegen de achtergrond van de voorschriften en regels waarmee een werkloze in Nederland wordt geconfronteerd…